# Henry Correvon

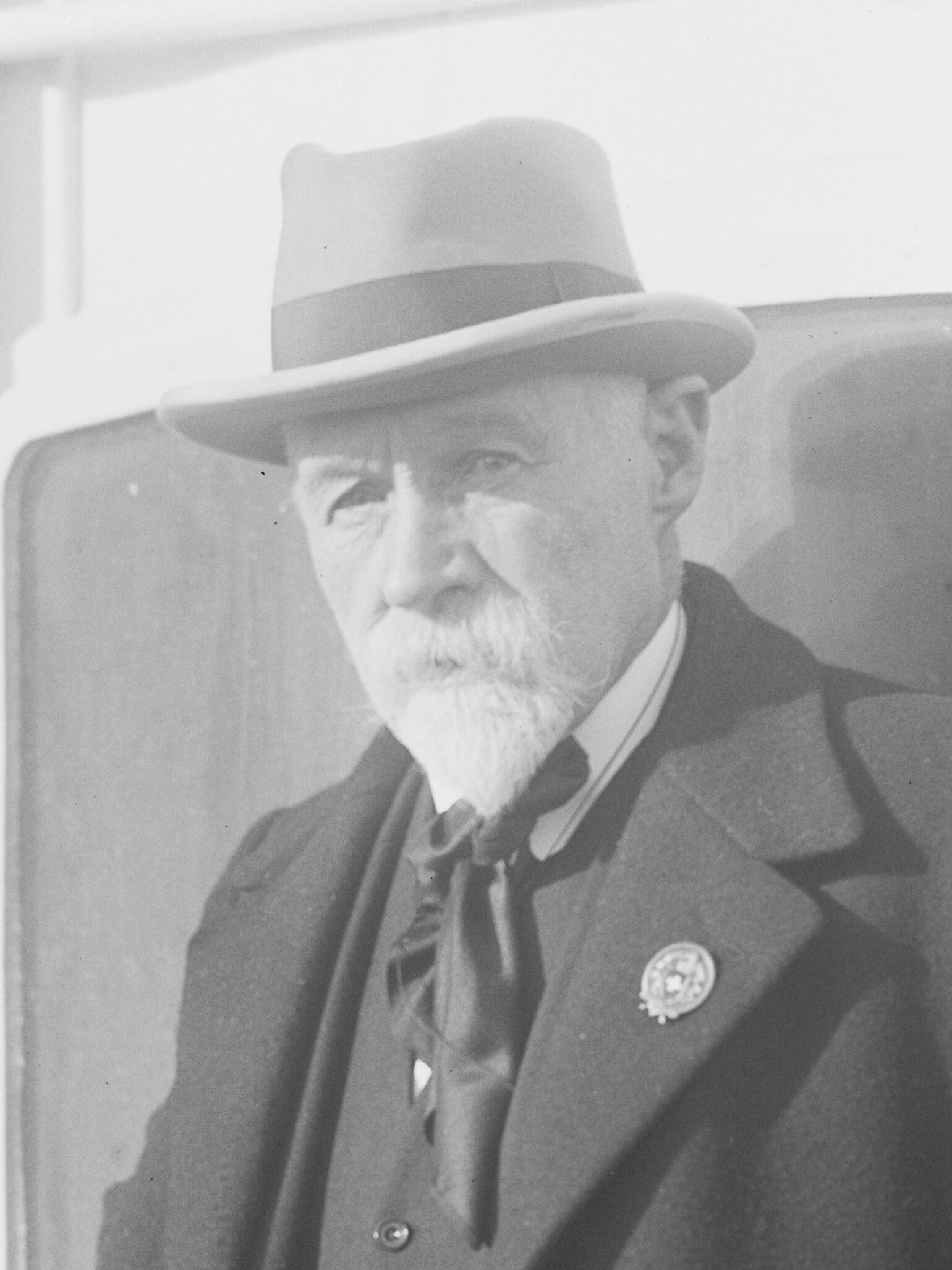
Correvon im Jahr 1900

Henry Correvon (geb. 15. August 1854 in Yverdon; gest. 5. November 1939 in Herisau) war ein Schweizer Schriftsteller und Gartenarchitekt, der die Alpenflora in die Städte brachte und viele Alpingärten schuf. Sein Jardin alpin d’acclimatation floraire in Chêne-Bourg erreichte weltweite Bedeutung.

## Leben

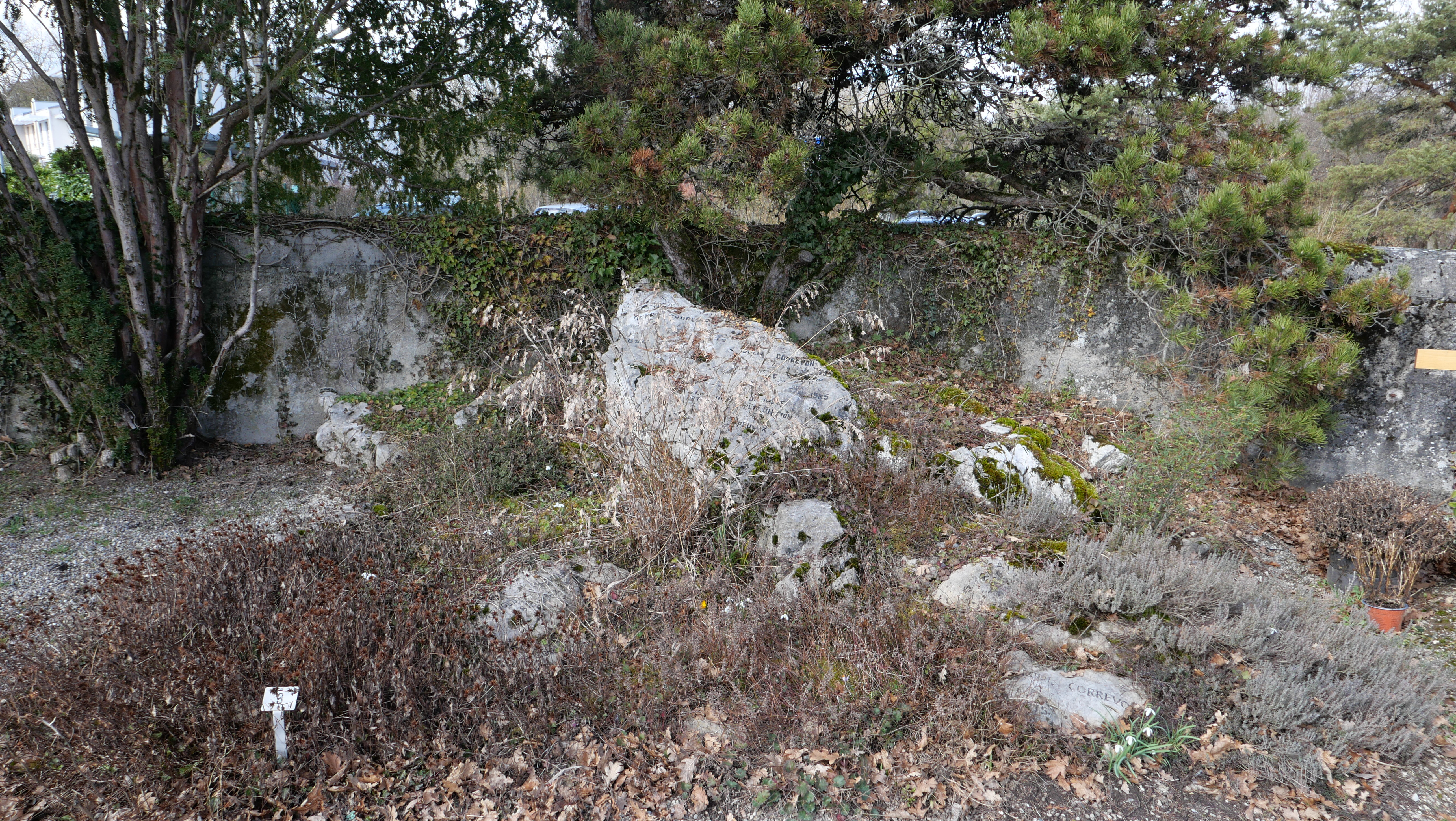
Correvons Grab auf dem Friedhof von Chêne-Bourg

Er war der Sohn von Charles Correvon und der Anne Henriette geb. Zuttel. Correvon absolvierte zunächst im familiären Betrieb in Yverdon, später in Genf eine Gärtnerlehre, wo er den dortigen Botanischen Garten kennenlernte. Er bildete sich in Zürich bei Otto Froebel, in Frankfurt, Erfurt und Paris weiter, wo er Gärtner-Botaniker am Naturhistorischen Museum war. 
1875 übernahm er den grossväterlichen Betrieb in Yverdon; 1879 gründete er ein eigenes Unternehmen in Genf. Seine Bedeutung für die Gartenarchitektur gründet sich aus der beobachtenden Rekonstruktion der geologischen Umstände und ganzer Pflanzenhabitate aus der Sicht des Alpinisten. Er war Mitglied der Sektion Genf des SAC. Auf ihn gehen die ‚Murs Fleuris‘ zurück, die mit Polsterstauden bepflanzten Trockenmauern.
Correvon unterstützte den Leiter des Hospizes auf dem Kleinen Sankt Bernhardpass Pierre Chanoux bei der Anlage des Alpenpflanzengartens La Chanousia auf dem Pass.
Als Mitgründer der Ligue pour la protection des plantes alpines, einem Vorläufer des Schweizerischen Bundes für Naturschutz, und als Verfasser von insgesamt 28 Büchern über Alpenflora und Alpingärten erhielt er 1931 die Ehrendoktorwürde der Universität Genf.

## Werke (Auswahl)

### Gartengestaltungen
- Alpengarten La Linnaea, bei Bourg-Saint-Pierre am Weg zum Grossen Sankt Bernhard, 1889
- La Rambertia, bei den Rochers de Naye oberhalb von Montreux, 1896
- La Chanousia, Kleiner Sankt Bernhard, 1897
- Parc des Bastions, Alpingarten, Genf, 1936

### Schriften
- Les Plantes des Alpes. Genf 1885
- Les plantes alpines et de rocailles. Paris 1895
- Atlas de la flore alpine. Genf 1899
- Album des orchidées. Genf 1899[2]
- Nos arbres. Genf 1906
- The Alpine Flora. London 1911
- Rock Gardens and Alpine Plants. New York 1930
- Floraire, genèse et développement d’un jardin séculaire. Genf 1936

## Archivalien
- Archivbestand: Archives de la construction moderne der EPFL, Lausanne, Schweiz.